# Sciastes mentasta
Sciastes mentasta là một loài nhện trong họ Linyphiidae.
Loài này thuộc chi Sciastes. Sciastes mentasta được Ralph Vary Chamberlin & Wilton Ivie miêu tả năm 1947.